# IKON
iKON（韓語：아이콘），是韓國YG娛樂於2015年推出的男子組合（ 現經紀公司為143娛樂 ），曾用名為 ：TEAM B，歷經出道生存節目《WIN》和《MIX & MATCH》，最終由B.I（隊長）、BOBBY（《Show Me The Money 3》冠軍）、金振煥、宋允亨、具俊會、金東赫和鄭粲右七人組成。
2015年9月15日出道時以《取向狙擊》橫掃韓國Melon等8大音樂排行榜，並囊括韓國五大頒獎典禮MMA、MAMA、首爾歌謠大賞、金唱片獎和Gaon Chart音樂獎的新人賞，完成「新人賞大滿貫」。2016年1月13日於日本出道後，亦獲得最佳新人賞的殊榮。2018年1月25日發布的第二張正規專輯《Return》之主打歌《Love Scenario》除了橫掃韓國Melon等7大音樂排行榜外，更連續位居實時榜單一位達41日，突破近十年來韓國樂壇史的最長紀錄。同年2月9日更被美國《時代雜誌》選為現時K-POP（韓國流行音樂）界中的6大團體之一。

## 團名由來
由YG娛樂社長梁鉉錫所命名，「iKON」來自於英文單字icon，有標誌、象徵之意，社長將C換成代表韓國的K，帶有希望iKON能成為K-pop樂壇的指標性團體、音樂、人物的期許。團體問候語為「Get ready? Show time! 大家好，我們是iKON！」
iKON的官方粉絲名稱為「iKONIC」，官方應援物為球棒造型的手燈「KONBAT」。

## 成員列表
| 成員列表   | 成員列表 | 成員列表 | 成員列表           | 成員列表                                | 成員列表           | 成員列表                   | 成員列表 | 成員列表 |
| 藝名       | 藝名     | 藝名     | 本名               | 出生日期 / 出生地                       | 團內擔當           | 韓國音樂著作權家協會登錄號 |          |          |
| 中文       | 韩文     | 英文     | 本名               | 出生日期 / 出生地                       | 團內擔當           | 韓國音樂著作權家協會登錄號 |          |          |
| 現任成員   | 現任成員 | 現任成員 | 現任成員           | 現任成員                                | 現任成員           | 現任成員                   | 現任成員 | 現任成員 |
| ---------- | -------- | -------- | ------------------ | --------------------------------------- | ------------------ | -------------------------- | -------- | -------- |
| 金振煥     | 김진환   | Jay      | ／ Kim Jin Hwan    | 1994年2月7日 · 濟州特別自治道濟州市     | 主唱、領舞         | 10006027                   |          |          |
| 宋允亨     | 송윤형   | Song     | ／ Song Yun Hyeong | 1995年2月8日 · 首爾特別市江東區遁村洞   | 副唱               | 10006033                   |          |          |
| Bobby      | 바비     | Bobby    | ／ Kim Ji Won      | 1995年12月21日 · 首爾特別市麻浦區西橋洞 | 主饒舌             | 10006025                   |          |          |
| 金東赫     | 김동혁   | DK       | ／ Kim Dong Hyuk   | 1997年1月3日 · 首爾特別市龍山區         | 主領舞、副唱       | 10006028                   |          |          |
| 具俊會     | 구준회   | JU-NE    | ／ Koo Jun Hoe     | 1997年3月31日 · 首爾特別市江西區        | 主唱               | 10006032                   |          |          |
| 鄭粲右     | 정찬우   | Chan     | ／ Jung Chan Woo   | 1998年1月26日 · 京畿道龍仁市水枝區      | 副唱               | －                         |          |          |
| 已離開成員 |          |          |                    |                                         |                    |                            |          |          |
| B.I        | 비아이   | B.I      | ／ Kim Han Bin     | 1996年10月22日 · 京畿道高陽市一山西區   | 隊長、領饒舌、領舞 | 10006031                   |          |          |

## 經歷

### 2011年－2013年
2011年1月3日隊長B.I和來自濟州島的金振煥同日加入YG娛樂成為練習生，一星期後來自美國的BOBBY也加入一同練習（因成員三人都姓「金」，又稱「金三角」），2012年4月18日具俊會、宋允亨加入，2012年11月5日金東赫加入，組成TEAM B，與TEAM A於2013年5月31日開始錄製YG娛樂所屬男子組合WINNER出道生存賽節目《WIN》。在《WIN》節目中TEAM B的著名舞蹈場面有《6 Foot 7 Foot》；
同年的10月25日總決賽直播，Team B演唱自作曲《Climax》，人氣投票輸給TEAM A，未能出道。重新回到練習生活，接受歌唱訓練和舞蹈教學，並公開由世界編舞大師Parris Goebel所教的練習影片《Get Like Me》

### 2014年
2014年5月2日演出《YG FAMILY CONCERT》東京場，同年5月7日，YG娛樂楊賢碩社長召集原TEAM B成員六人，宣佈開始錄製iKON出道生存節目《MIX & MATCH》，並加入新成員二名鄭鎮馨和鄭粲右，第一次評價舞台後，於6月11日又加入新成員梁洪碩。同年9月2日，楊賢碩與9位成員出席《MIX & MATCH》記者發佈會，宣佈組合名「iKON」，預計有7名成員，已確定3個成員分別是隊長B.I、金振煥、和《Show Me The Money 3》冠軍BOBBY。
9月11日，《MIX & MATCH》正式开播（每星期四晚上11时在Mnet频道播出。）第一集片尾公佈TEAM B自作曲《Wait For Me》。第八集公開10月22日韓國高麗大學化汀體育館舉辦的最後Final Match舞台，並公佈自作曲《Long Time No See》和《Sinosijak》。
10月23日，杨贤硕解釋說：“在此之前WINNER為了準備出道專輯，而非單曲，所以去年出道競爭節目《WIN》結束後，直到今年8月正式出道用了10個月的時間。但是iKON將會像過去2NE1計劃出道時推出單曲，之後不斷發布新單曲的方式一樣，因此準備出道的時間將會縮短，已確為iKON成員的B.I之所以一直以來製作了不少歌曲，也是《MIX & MATCH》結束後用不了多久將會以iKON成員身份出道的另一個原因。iKON將從明年一月開始盡可能多地發佈單曲，一整年將在韓國國內馬不停蹄地展開活動。”因此，iKON將於今年11月Mnet出道選拔節目《MIX & MATCH》檔期結束後，立即投入到製作出道單曲的準備階段，並將於明年一月以正式的偶像組合與粉絲們見面。
YG Entertainment宣布從11月3日開始每天凌晨公布一位確定成員：
- 11月3日：具俊會[31]
- 11月4日：宋允亨[32]
- 11月5日：鄭粲右[33]
- 11月6日：金東赫[34]

11月6日《MIX & MATCH》最後一集，宣佈最終iKON七位成員。並於11月15日、16日开始展开的BIGBANG日本五大巨蛋巡回演唱会，擔任演出嘉宾。
12月3日，Bobby与B.I参与第16届Mnet亚洲音乐大奖担任开场嘉宾并和Epik High合作演唱歌曲《BORN HATER》的表演舞台。

### 2015年
1月28日，iKON被美国杂志Billboard选为《2015值得关注的K-POP明星TOP5》之一。
Billboard以这段时间榜单成绩、粉丝期待、YouTube点击量等为标准，评选出此次榜单。尤其是该榜中最先提到的iKON成为唯一一位凭借出道前状态上榜的明星，证明了iKON从出道前开始正在受到极大的关注与期待。
Billboard对iKON评价称：“虽然目前仍在做出道准备，但是iKON的成员B.I与BOBBY担任了Epik High的《BORN HATER》、HI SUHYUN的《I'M DIFFERENT》的伴唱，从出道前开始便备受瞩目，尤其是BOBBY成为人气嘻哈MC受到关注。”Billboard还介绍称，iKON从出道前开始通过出演实录节目《MIX & MATCH》，以及参与前辈歌手们的专辑等实力与人气备受认可，并评价称，他们有望成为2015年歌坛界大红大紫的新星。
3月19日iKON被選為「水原 JS 盃足球大會」的宣傳大使。
JS Foundation 表示：「iKON 確定將擔任由 JS Foundation 主辦、京畿道水原市支援的『2015 水原 JS 盃 U-18 國際青少年足球大會』的宣傳大使，儘管 iKON 目前尚未正式出道，但有著深厚的實力基礎，他們是具有能享譽全世界能力的團體。由引領著世界足球的青少年足球選手參加的本屆大會，與被稱為新世代團體的 iKON 形象十分吻合，所以最終邀請他們成為足球大會的宣傳大使。」
9月15日正式出道：
官方於韓國公開先行曲《取向狙擊》（MY TYPE）正式出道，MV在12小時內點閱率破百萬，並在韓國Melon等8大音樂排行榜佔據1位。
9月16日開賣「10月3日於首爾奧林匹克公園體操競技場舉行的出道演唱會《iKON ─ DEBUT CONCERT ‘SHOWTIME’》」門票，開賣10分鐘內全部售罄，由成員宣布粉絲的名稱為iKONIC。
10月1日發布由隊長B.I參與製作、含有六首歌的出道半專輯《WELCOME BACK》線上音源，同時公佈《RHYTHM TA》和《AIRPLANE》双主打曲的MV，該張專輯在香港、澳门、新加坡、台湾、马来西亚、巴拿马、秘鲁、越南等11个国家和地区的iTunes排行榜登上了1位；主打曲《RHYTHM TA》登上Genie、Olleh、Naver、Soribada等音源排行榜的1位。另一主打曲《AIRPLANE》以及《TODAY》、《WELCOME BACK》、《M.U.P》、《MY TYPE》其他几首收录曲也均在前10位，认证了“怪物新人”的人气；該張實體專輯於5日發行。原定於11月2日公開音源之雙單曲《APOLOGY》、《ANTHEM》於16日發布，發布後即在各大音樂排行榜佔據1位、2位。（收錄12首曲目）正規專輯《WELCOME BACK》經歷所屬公司YG Entertainment多次宣布延期後，於12月24日正式發行，雙主打《DUMB & DUMBER》和《WHAT'S WRONG?》亦於各個韓國音樂榜單獲得1位至3位。
10月4日以音樂節目《SBS人氣歌謠》登上出道舞台。
11月7日獲第7屆Melon Music Awards男子新人獎；12月2日獲第17屆Mnet亞洲音樂大獎最佳男子新人獎。

### 2016年
1月13日攜帶專輯《WELCOME BACK》於日本出道,當日創下5.3207萬張銷量，位居日刊榜冠軍。1月14日獲韓國第25屆首爾歌謠大賞新人獎 ；1月20日，獲韓國第30屆金唱片大賞音源部門新人獎。
1月30日由韓國首爾奧林匹克競技場開始，造訪日本、中國、香港、臺灣、泰國、新加坡、馬來西亞及印尼等國家及地區，進行為時八個多月，共28場的巡迴演唱會《iKONCERT 2016 SHOW TIME TOUR》。其中日本場共5座城市14場演出聚集14萬6千名歌迷動員；演唱會期間，於2月17日獲第五屆Gaon Chart K-POP大獎九月音源賞與新人賞，為韓國歌謠界首次新人獎與音源獎同時受賞的男子團體，至此為止亦是繼SHINee後時隔八年，取得新人賞大滿貫之團體。3月23日獲得中國QQ音樂盛典年度樂壇新勢力組合、年度媒體推薦專輯；4月15日獲得全球華語榜中榜 亞洲影響力最受歡迎組合。5月29日發布數位單曲《#WYD》，發布後於Naver等7大音源榜取得1位，並在Melon與1位歌曲同時破表。
6月於中國進行巡迴演唱會同時，參加中國江蘇衛視的《蓋世音雄》節目，改編數首中文歌《北京北京（原唱：汪峰）》、《奔向未來的日子（原唱：張國榮）》、《周大俠（原唱：周杰倫）》、《朋友（原唱：周華健）》、《頭髮亂了（原唱：張學友）》、《愛很簡單（原唱：陶喆）》、《Kiss Goodbye（原唱：王力宏）》、《存在（原唱：汪峰）》，疑似受中國禁韓令影響，後面集數之錄製畫面遭打格或刪除。
9月10日至10月26日於日本進行16場巡迴演唱會《iKON JAPAN TOUR 2016》，動員17萬6000人次。期間於9月28日發布第一張日本《DUMB & DUMBER》，收錄數位音源《#WYD》、日本首發曲《LOVE ME》及《SINOSIJAK REMIX》等4首歌的日文版，獲得日本Oricon單曲周榜第一。12月30日在日本TBS播出的第58屆日本Record大賞中，獲JAPAN RECORD AWARDS第58屆最優秀新人賞。

### 2017年
延續2016年《iKON JAPAN TOUR 2016》，2017年2月10日至3月20日於日本大阪、福岡、橫濱三座城市共9場演出動員12萬人次，合稱《iKON JAPAN TOUR 2016-2017》。另於2017年5月20日、6月17日分別在日本大阪巨蛋和西武巨蛋召開《2017 iKON Japan Dome Tour》，追加公演從9月9日起至11月12日止於神戶、長野、福岡、神奈川、廣島、靜岡、愛知、千葉縣、兵庫8座城市共22場演出動員23.3萬人次。
官方網站於5月16日宣布iKON將於5月22日以新單曲專輯《NEW KIDS : BEGIN》回歸，並發佈專輯預告MV。後於5月21日公開《NEW KIDS : BEGIN》七位成員概念照，公布除B.I和BOBBY外之其餘五名原本使用本名活動的成員新藝名。5月22日通過各大數位音樂網站公開線上音源，正式發行《NEW KIDS : BEGIN》，並公開雙主打MV《BLING BLING》、《B-DAY》。《BLING BLING》由成員B.I、BOBBY與MILLENNIUM（YG練習生최래성，音譯崔來星）共同製作；《B-DAY》是Birthday的縮略語，韓文音譯為（벌떼），意同為「蜜蜂」，由B.I與BOBBY作詞、B.I及AiRPLAY、姜旭鎮作曲。音源一發表短時間內竄升至韓國各大音源榜上位圈，並且拿下了香港、印尼、馬來西亞、菲律賓、新加坡、台灣、泰國等共10個國家的iTunes Chart專輯榜冠軍，2天後Melon即時排行榜為第66跟第86名（以24日下午2點為基準），韓媒《Sports東亞》認為發行後表現不如預期。7月27日公佈日文版《BLING BLING》、《B-DAY》MV，8月16日於日本發行迷小專輯，其專輯在8月28日公佈的Oricon週榜以銷售3.5萬張拿下第1名
。
6月18日，出演韓國SBS電視台《Fantastic Duo 2》，與復活樂隊合作特別舞台,《雨和你的故事》。
10月22日受邀參演釜山音樂節（Busan One Asia Festival，簡稱BOF）演唱《BLING BLING》和《B-DAY》。10月23日首爾大韓貿易投資振興公社委任iKON為2017韓流博覽會胡志明站宣傳大使。
11月4日，於韓國JTBC播出新團綜《違反校規的修學旅行》，是一檔由iKON成員與7位日本女藝人一起前往濟州島度過5天4夜旅行的節目。朴智恩PD (節目總監) 在製作發表會上表示：「在企劃這個節目的過程中，對iKON進行採訪時，發現成員們因為成為練習生，而少了很多學生時代的回憶。而且成員們也沒有其他親近的藝人，只跟成員們比較要好，我覺得這樣太過可惜，才企劃出這個讓平均22歲的參加成員一起前往修學旅行的節目。」。隔年2月在日本通過Abema TV從9日起開播。

### 2018年

#### 第一次回歸：正規二輯《Return》
2018年1月7日發佈前導預告片，1月25日下午6時通過各大數位音樂網站公開線上音源及主打歌《LOVE SCENARIO》MV。1月27日YG娛樂梁鉉錫社長的IG公佈iKON成員的IG個人帳戶，2月12日，在韓國最大的音源網站Melon，以及Naver Music、Mnet、Monkey 3、Olleh Music、Genie、Bugs、Soribada等八大音樂網站上排名第一，再此突破Perfect ALL KILL紀錄，連續18日占據音源榜一位，成為近3年來韓國男子組合的最熱門歌曲，並在美國、日本、中國等17個國家與地區的iTunes及音源網站上取得榜單一位的成績；2月21日，連續28日位居實時榜單一位，橫掃最大音源網站Melon、Mnet、Genie、Soribada、Olleh、Naver、Monkey3等7個實時榜單一位，持續24小時收聽人數超過70萬人，突破韓國樂壇近十年來的最長紀錄。截至3月5號，已連續41日居一位，並在當天發行數位單曲《Rubber Band》，是首由WINNER所屬宋旻浩和iKON所屬B.I合作的曲子，作為達謝粉絲的禮物；憑藉音源優異表現，取得由韓國企業信譽研究所分析結果，三月「男團品牌信譽」排行榜第三名，成員具俊會首次個人出演綜藝節目《被子外面很危險》。在音樂節目上拿下 11 座冠軍獎盃，這首歌也成為iKON出道以來的第一支破億MV。

#### 團綜《iKON TV》
同年3月10日YG娛樂社長梁賢碩在個人IG上，回應粉絲希望iKON拍攝iKON TV的留言：「明天粉絲見面會上，iKON會親自說出來的。」11日舉行了2018年第一場官方粉絲見面會《iKON 2018 PRIVATE STAGE, RE·-KONNECT》，在活動中親自宣布《iKON TV》已經開拍，同月29日出演電視購物節目，擔任YG Food「三岔路肉舖」品牌商品「烤豬肉+牛肉」套裝的試吃模特兒，這其實是正在拍攝中《iKON TV》的打工體驗！4月15日起陸續公佈宣傳片、導演版宣傳片和第一集預告片，4月21日晚上十點 (韓國時間) 透過Naver V LIVE、YouTube正式播出。開播第一集即請來韓國當紅搞笑限定女團Celeb Five當重量級嘉賓一起玩遊戲，在「團隊合作」的測試環節中，參賽者要在限定時間內用嘴巴傳遞吸油面紙，傳遞最多的一隊獲勝。Celeb Five的積極表現讓iKON成員忍不住雙手掩面：「攻擊性好強！ 」金振煥吐槽金東赫動作太積極，讓人很有負擔，於是乾脆閉上眼睛不想面對，就在此時吸油面紙突然滑落，兩人真實kiss；隊伍結尾處的鄭粲右則是每接到一張面紙就用求救的眼神看向B.I，然而B.I提起癱坐在地上的粲右，按住粲右的頭：「繼續！ 」；節目播出不到半天點擊量破百萬。成員利用打工體驗賺來的錢，由B.I擔任導演，執導iKON《Beautiful》MV，不過這支MV和以前的畫風相差甚遠，由宋允亨擔任男主，分別搭檔由其它成員變裝扮演的「女主角」重現《狼的誘惑》、《那年冬天風在吹》、《我腦海中的橡皮擦》、《經常請吃飯的漂亮姐姐》等作品的經典場面。播出期間成員具俊會IG追蹤人數突破100萬，是在團內的B.I、BOBBY以後，第3個破百萬的成員，他發出「只穿內褲、曬巧克力腹肌+人魚線」的照片以示慶祝；忙內鄭粲右則是獲邀為偶像LG雙子隊開球，並在2018年7月23日開通YOUTUBE個人頻道「찬우살이」。6月30日播出《iKON TV》最後一集，發佈送給粉絲的新歌《JUST FOR YOU》（韓語：줄게）
。
6月1日，iKON第二張正規專輯主打歌《LOVE SCENARIO》MV觀看次數突破一億，成為iKON首支破億的MV。7月17日韓國傍晚播出的SBS深夜正式演藝報導7月在韓國門戶網站搜索《LOVE SCENARIO》出現地不是iKON MV，而是小學生或幼稚園小朋友錄唱影片，顯示該曲在幼稚園和小學生間吹起逆襲風，記者訪問小朋友們大多不了解歌詞意思，報導中分別訪問童謠專家和大學教授，童謠專家이민숙(音譯：李敏淑)表示：「是四分之四簡單的拍子，和孩子們容易跟唱的簡單旋律的反覆，所以對孩子們來說很有人氣。」電子工程學教授장준혁(音譯：張俊相)表示：「相同的位置以相同的時間差，節奏快地周期性放入特定的擊打音，人們會有中毒性現象，形成一種洗腦效果」。成員具俊會演出MBC電視台綜藝節目意外的Q時，主持人劉世允問：「《Love Scenario》怎麼會在小學生那麼流行？」具俊會答覆：「因為跟童謠有點像」。
成為新一代「小學生統領」（或「幼稚園統領」）的iKON為報答孩子們的喜愛，8月4日下午在漢江公園的藝島舉行《PiKONIC DAY》，讓家長帶著孩子們免費入場，且能自由拍照、錄影。多組小朋友們上台演唱不同版本的《LOVE SCENARIO》並和成員們拍照錄影，最後的安可曲是小朋友們大合唱《LOVE SCENARIO》。

#### 第二次回歸：迷你一輯《New Kids:Continue》
7月17日，官方宣布iKON將於8月2日發行首張迷你專輯《NEW KIDS：CONTINUE》回歸歌壇。7月29、30日在官方YouTube頻道上公開了主打歌《Killing Me》的MV預告，8月2日下午6時通過各大數位音樂網站公開線上音源及主打歌《Killing Me》MV；同日，美國Billboard對iKON最新迷你專輯《NEW KIDS:CONTINUE》給予好評，指「iKON再度回歸，尤其是主打曲《Killing Me》與普通KPOP歌曲不同，旋律會一直腦海縈繞」。8月3日以Tablo的影片在Instagram發起「＃죽겠다챌린지 #killing_me_challenge」的hashtag活動，以主要歌詞「죽겠다」在韓文中與形容詞連用時，有「（形容詞）得快死了」的含義，發揮創意，發出有趣的影片。接著在8月18日舉辦《iKON 2018 CONTINUE TOUR》首場演唱會。同月19日YG娛樂宣布舉行iKON的《Killing Me》cover舞蹈大賽，同年9月30日前，將錄好的舞蹈影片上傳到 YouTube，然後在iKON官方SNS公告裡提供的Google表單上報名，10月4日公布三組優勝者，冠軍「ST.319」，亞軍「 OOPS! CREW」、季軍「K-BOY」。

#### 亞運閉幕式韓國代表
2018年在印尼雅加達巨港舉行的亞洲運動會（簡稱亞運），於9月2日晚間舉行閉幕儀式中，Super Junior和iKON作為韓國藝人代表參與演出，讓體育館秒變演唱會！當日iKON表演《LOVE SCENARIO》和《RHYTHM TA》台下觀眾大合唱應援。

#### 第三次回歸：迷你二輯《New Kids:The Final》
11日YG娛樂突然公開iKON的回歸預告海報，宣布他們將於10月1日發行新迷你專輯《NEW KIDS: THE FINAL》，一年回歸三次的罕見計畫甚至讓韓國媒體也對 YG 大感意外！主打曲《Goodbye Road》(韓語：이별길；中文：離別路)是2015年B.I尚未出道前，第一次見到「花路」(韓語：꽃길)一詞，覺得這個詞彙很美好，在思索它的反義詞過程中寫出「離別路」，描述和愛人離別後獨自走的路。2017年底錄音及MV拍攝完畢，然而在2018年初決定主打歌時敗給《Love Scenario》。社長梁鉉錫認為《Goodbye Road》比較有秋天的氛圍，因此選在10月1日發行。發行隔日上午，《Goodbye Road》在Bugs、MelOn、Mnet、Olleh、Genie 和 Soribada等六座音源網站的即時榜上拿下冠軍。並在智利、印尼、哥倫比亞、巴西到希臘⋯⋯等25個國家的iTunes專輯榜拿下第一名，刷新了上一首作品《Killing Me》第一時間征服24國iTunes的自我紀錄；並在日本iTunes的K-POP專輯榜摘下冠軍，也在中國QQ音樂的K-POP MV榜奪冠。

#### 得獎
10月31日，iKON第二張正規專輯主打歌《LOVE SCENARIO》MV觀看次數突破二億，成為iKON首支破二億的MV。《LOVE SCENARIO》以863,888,733下載量拿下Gaon音樂榜在2018年第1~50週的數位榜的第一名，2018年MMA頒獎典禮「最佳作曲人獎」和「年度最佳歌曲」獎。mnet電視台的MAMA頒獎典禮「Best Vocal Performance Group」獎、第33屆金唱片獎的「數位音源本賞（最佳音源獎）」和「音源大獎」。《第28屆首爾歌謠大賞》中得「本賞」。《GAON Chart Music Award》連掃三個大獎：「年度專輯製作獎」、音源部門「本年度歌手獎」，以及「年度Long-Run音源獎」。

### 2019年
2018年12月23日YG娛樂社長梁鉉錫在自己的Instagram上透露：「We expect the release date for iKON’s New Kids Repackage Album to be around early January Will soon announce the official timeline.」並公開了iKON新專輯的預告照。1月6日在首爾奧林匹克體操競技場舉行《iKON CONTINUE TOUR ENCORE TOUR IN SEOUL》，率先公開新歌《I'M OK》的MV和舞台表演。7日透過各大音源網站發行「New Kids」系列改版專輯《New Kids Repackage : The New Kids》，並公開主打歌《I'M OK》的MV；此張專輯共收錄23首歌曲（韓國專輯罕見的曲目數）。iKON改版專輯主打歌《I'M OK》一推出，截至8日上午，橫掃了馬來西亞、菲律賓、沙烏地阿拉伯、新加坡、越南...等12個國家的 iTunes 排行榜冠軍。
1月28日與英國《TGE》（英語：The Great Escape）和法國《MIDEM》稱之為世界三大音樂盛典的《SXSW》，其官方網站宣佈2019年《SXSW》音樂祭的韓國焦點舞台（英語：Korea Spotlight），將由iKON壓軸演出；這也是iKON第一次在美國演出。2月8日，iKON首張迷你專輯主打歌《Killing Me》MV觀看次數突破一億，成為iKON第二支破億的MV。
4月14日韓國JTBC綜藝節目Cover舞蹈國家對抗賽的節目《Stage K》找來以歌曲《LOVE SCENARIO》獲得了大量人氣的iKON，作為第二集「iKON篇」的Dream Star。來自日本、法國、美國、波蘭的挑戰者們出擊，展開了刀群舞對決；第一輪各國代表分別Cover《BLING BLING》、《RHYTHM TA》、《BEAUTIFUL》、《GOODBYE ROAD》；由總分數前二名美國隊和法國隊晉級挑戰《KILLING ME》，最後由美國隊拿下「iKON篇」優勝隊伍與iKON合作《LOVE SCENARIO》舞台；於6月16日播出的王中王戰，美國隊代表iKON以《RHYTHM TA REMIX (Rock ver.)》出戰其它韓團Cover隊伍並晉級四強，再以《DUMB＆DUMBER》獲得亞軍。5月19日，iKON第二張正規專輯主打歌《LOVE SCENARIO》MV觀看次數突破三億，成為iKON首支破三億的MV，
6月12日，成員B.I因毒品事件而退出團體，原訂七月展開的日本巡迴演唱會《iKON JAPAN TOUR 2019》，以六人體制進行，於2019年7月27日開始在福岡起跑，包括福岡、神戶、名古屋、宮城、千葉、大阪等6個城市的14場公演。延續前《iKON JAPAN TOUR 2019》的熱潮，《iKON YEAR END LIVE 2019》巡迴演唱會自12月14日起，從名古屋地區開始，陸續在橫濱和神戶開唱，總共舉辦了九場演出，於最後一場演出中，iKON 透露正在準備新專輯：「我們正在準備發表新歌，2020 年會有很多新歌，也會舉行更多巡迴演唱會，所以還請大家多多期待。」

### 2020年
2020年2月6日發行第三張迷你專輯《i DECIDE》，是繼上張專輯時隔一年多推出的專輯，也是iKON以六人體制活動後首度發行的作品；據YG娛樂1月29日聲明，該專輯原訂2019年中旬前推出，當中收錄的五首歌曲早已錄製完畢，其中也包含前隊長兼主要製作人B.I作詞、作曲的作品。首先考量若完全排除B.I作品、重新錄製新歌，將會拉長iKON的空白期。於是既保留B.I參與創作的作品，也鼓勵其他成員開始參與作曲，因此《i DECIDE》將加入首度參與創作的成員的作品。《i DECIDE》共收錄五首新歌，其中有四首是B.I參與作詞作曲的作品。BOBBY參與了《Ah Yeah》、《All The World》及《Flower》三首歌曲的作詞，金東赫參與了《Flower》的作詞作曲。該專輯在台灣、香港、日本、馬來西亞、菲律賓、印尼、泰國、越南、寮國、俄羅斯、土耳其、丹麥等24個國家與地區的iTunes專輯榜獲得冠軍，並在日本iTunes的綜合專輯榜及K-POP專輯榜奪冠。新作主打歌《Dive》也在韓國Soribada的實時榜摘得冠軍。
6月18日，iKON第二張正規專輯主打歌《LOVE SCENARIO》MV觀看次數突破四億，成為iKON首支破四億的MV。

### 2021年
iKON確定出演韓國Mnet音樂綜藝節目《Kingdom》( 韓語：킹덤 )，2月23日首次錄製。將於2021年4月1日首集播放。
3月3日，將以數位單曲《Why Why Why》回歸。
5月24日，iKON第二張正規專輯主打歌《LOVE SCENARIO》MV觀看次數突破五億，成為iKON首支破五億的MV。
8月20日，BOBBY宣布結婚。
8月20日，團綜《取向的iKON：One Summer Night》每周五在Wavve播出。
10月5日，iKON首張迷你專輯主打歌《Killing Me》MV觀看次數突破二億，成為iKON第二支破二億的MV。

### 2022年
3月22日，新團綜「iKON ON AIR」每周二在Youtube首播。
4月6日，宣布6月25日、26日將在首爾奧林匹克公園舉辦iKON 2022 CONCERT，這是iKON時隔三年六個月再次舉辦演唱會。。
4月18日，YG正式宣布iKON將於5月3日以迷你四輯《FLASHBACK》回歸樂壇。
5月3日，以迷你四輯《FLASHBACK》回歸樂壇。
6月25日、26日於首爾奧林匹克公園舉辦iKON 2022 CONCERT，並於26日與線上同步直播。
7月2-3日、9-10日，日本巡迴演唱會iKON JAPAN TOUR 2022。
12月30日，宣布與經紀公司YG娛樂結束合約，全員離開公司，6名成員仍將作為一個團體繼續活動。

### 2023年
2023年1月1日，143娛樂公司宣佈與iKON簽訂專屬合約，並預計於5月回歸。
5月4日，以正規三輯《TAKE OFF》回歸樂壇。

## 音樂作品
| 正規專輯 - 2015年：Welcome Back - 2018年：Return - 2023年：TAKE OFF 迷你專輯 - 2018年：New Kids：Continue - 2018年：New Kids：The Final - 2020年：i DECIDE - 2022年：FLASHBACK 改版專輯 - 2019年：The New Kids：Repackage 數位單曲 - 2016年：#WYD - 2018年：Rubber Band - 2021年：Why Why Why 單曲專輯 - 2017年：New Kids：Begin | 正規專輯 - 2016年：Welcome Back - 2018年：Return - 2019年：NEW KIDS - 2022年：FLASHBACK [+i DECIDE] 迷你專輯 - 2016年：Welcome Back（僅發行數位音樂） - 2017年：New Kids：Begin 數位單曲 - 2018年：Love Scenario 精選輯 - 2016年：iKON Single Collection |

## 演唱會

### 巡迴演唱會
- 2016：iKONCERT 2016：Showtime Tour
- 2016–2017：iKON Japan Tour 2016-2017
- 2017：iKON Japan Dome Tour
- 2018：iKON Japan Tour 2018
- 2018：iKON 2018 CONTINUE TOUR
- 2019：iKON Japan Tour 2019
- 2022：iKON 2022 CONCERT
- 2022：iKON Japan Tour 2022
- 2023：2023 iKON World Tour Take Off

## 奖项

### 主要音樂節目榜單排名
| 主打歌曲排名成績 | 主打歌曲排名成績 | 主打歌曲排名成績     | 主打歌曲排名成績    | 主打歌曲排名成績       | 主打歌曲排名成績 | 主打歌曲排名成績        | 主打歌曲排名成績     | 主打歌曲排名成績 | 主打歌曲排名成績    |
| 專輯 | 歌曲 | Mnet 《M Countdown》 | KBS2 《Music Bank》 | MBC 《Show! 音樂中心》 | SBS 《人氣歌謠》 | MBC M 《Show Champion》 | SBS MTV 《THE SHOW》 | 冠軍 次數        | 備註                |
| 2015年 | 2015年 | 2015年               | 2015年              | 2015年                 | 2015年           | 2015年                  | 2015年               | 2015年           | 2015年              |
| --- | --- | -------------------- | ------------------- | ---------------------- | ---------------- | ----------------------- | -------------------- | ---------------- | ------------------- |
| WELCOME BACK | 取向狙擊 | /                    | 2                   | 1                      | (1)              | 2                       | 無打歌放送           | 3                | 兩台冠軍歌曲        |
| WELCOME BACK | RHYTHM TA | 1                    | 13                  | 3                      | 3                | 4                       | 無打歌放送           | 1                |                     |
| WELCOME BACK | APOLOGY | 3                    | 10                  |                        | 1                | 13                      | 無打歌放送           | 1                |                     |
| WELCOME BACK | ANTHEM | /                    | /                   |                        | 6                | /                       | 無打歌放送           | 0                | B.I & BOBBY名義發行 |
| WELCOME BACK | DUMB & DUMBER | [1]                  | 3                   |                        | 2                | 4                       | 無打歌放送           | 3                |                     |
| 2016年 | |                      |                     |                        |                  |                         |                      |                  |                     |
| 不適用 | #WYD | /                    | 8                   |                        | 2                | 9                       | 無打歌放送           | 0                |                     |
| 2017年 | |                      |                     |                        |                  |                         |                      |                  |                     |
| New Kids：Begin | Bling Bling | 4                    | /                   | 9                      | 7                | /                       | 無打歌放送           | 0                |                     |
| New Kids：Begin | B-Day | /                    | /                   | /                      | /                | /                       | 無打歌放送           | 0                |                     |
| 2018年 | |                      |                     |                        |                  |                         |                      |                  |                     |
| Return | Love Scenario | [1]                  | 1                   | [1]                    | [1]              | 1                       | 無打歌放送           | 11               | 五台冠軍歌曲        |
| Return: Repackage | Rubber Band | 5                    | 17                  | 9                      | /                | 11                      | 無打歌放送           | 0                |                     |
| New Kids：Continue | Killing Me | 1                    | 5                   | 6                      | 2                | 2                       | 無打歌放送           | 1                |                     |
| New Kids：Continue | Freedom | /                    | /                   | /                      | /                | /                       | 無打歌放送           | 0                |                     |
| New Kids：The Final | Goodbye Road | (1)                  | 1                   | 1                      | 1                | (1)                     | 無打歌放送           | 7                | 五台冠軍歌曲        |
| 2019年 | |                      |                     |                        |                  |                         |                      |                  |                     |
| The New Kids | I'M OK | /                    | 9                   | 9                      | /                | 6                       | 無打歌放送           | 0                |                     |
| 2020年 | |                      |                     |                        |                  |                         |                      |                  |                     |
| i DECIDE | Dive | 4                    | 18                  | 17                     | 22               | 10                      | 無打歌放送           | 0                |                     |
| 2021年 | |                      |                     |                        |                  |                         |                      |                  |                     |
| 不適用 | Why Why Why | 5                    | 29                  | 6                      | 11               | 8                       | 無打歌放送           | 0                |                     |
| 2022年 | |                      |                     |                        |                  |                         |                      |                  |                     |
| FLASHBACK | 너라는 이유 (BUT YOU) | 4                    | /                   | 17                     | /                | /                       | 無打歌放送           | 0                |                     |
| 2023年 | |                      |                     |                        |                  |                         |                      |                  |                     |
| TAKE OFF | U | 10                   | /                   | 21                     | /                | 5                       | 無打歌放送           | 0                |                     |
| \| - 「/」表示未有相關資料 - 「(1)」：兩星期冠軍 - 「[1]」：三星期冠軍 - 「{1}」：四星期冠軍 \| - 「*」：打榜中 - 「(註)」：《人氣歌謠》於2013年3月17日設榜 - 「 」：該段時期未有設立排行榜 - 「HOT3」：MBC《Show! 音樂中心》宣佈2015年11月21日起由節目選出當週HOT3。 \| | |                      |                     |                        |                  |                         |                      |                  |                     |
| - 「/」表示未有相關資料 - 「(1)」：兩星期冠軍 - 「[1]」：三星期冠軍 - 「{1}」：四星期冠軍 | - 「*」：打榜中 - 「(註)」：《人氣歌謠》於2013年3月17日設榜 - 「 」：該段時期未有設立排行榜 - 「HOT3」：MBC《Show! 音樂中心》宣佈2015年11月21日起由節目選出當週HOT3。 |                      |                     |                        |                  |                         |                      |                  |                     |

| 各台冠軍歌曲獎座統計             | 各台冠軍歌曲獎座統計 | 各台冠軍歌曲獎座統計 | 各台冠軍歌曲獎座統計 | 各台冠軍歌曲獎座統計 |
| Mnet                             | KBS                  | MBC                  | SBS                  | MBC M                |
| -------------------------------- | -------------------- | -------------------- | -------------------- | -------------------- |
| 10                               | 2                    | 5                    | 7                    | 3                    |
| 一位總數：27 五台冠軍歌曲總數：2 |                      |                      |                      |                      |